# Ventenatinae
Ventenatinae — підтриба рослин родини злакових, родом з Євразії й півночі Африки.

## Роди
1. Apera
2. Bellardiochloa
3. Nephelochloa
4. Parvotrisetum
5. Ventenata